# Bruce Fordyce
Bruce Noel Stevenson Fordyce, né le 3 décembre 1955 à Hong Kong, est un athlète sud-africain de marathon et d'ultramarathon qui a également été actif dans la lutte contre l'apartheid. Il est surtout connu pour avoir remporté le Comrades marathon d'Afrique du Sud un record de neuf fois, dont huit victoires consécutives. Il a également remporté l'Ultramarathon de Londres à Brighton trois années de suite. Il est l'ancien détenteur du record du monde sur 50 miles et l'ancien détenteur du record du monde sur 100 km.

## Jeunesse et éducation
Né à Hong Kong, Fordyce a déménagé avec sa famille à Johannesburg à l'âge de 13 ans. Il a terminé sa scolarité à la Woodmead High School et a ensuite fréquenté l'Université du Witwatersrand, où il a obtenu son bachelor en 1977 et son honours degree en 1979. Durant cette période, il était également membre du Conseil représentatif des étudiants anti-apartheid de l'université ainsi que membre du comité du Wits Athletic Club.

## Comrades Marathon
En 1977, lorsque Fordyce a couru pour la première fois le Comrades marathon, il s'est classé 43e sur 1 678 participants. Il s'est classé 14e en 1978, 3e en 1979, 2e en 1980, et a été le vainqueur pendant huit années consécutives de 1981 à 1988 ; il l'a remporté à nouveau en 1990. Aucun autre coureur dans l’histoire des Comrades n’a réussi cet exploit. Fordyce a également détenu le record de temps pour la course « montante » (de Durban à Pietermaritzburg  et son record de 5:24:07 pour la course « descendante » (de Pietermaritzburg à Durban) a tenu 21 ans, de 1986 à 2007, jusqu'à ce qu'il soit battu par le Russe Leonid Shvetsov.
| Year | Position | Time     | Direction | Medal      |
| ---- | -------- | -------- | --------- | ---------- |
| 1977 | 43       | 06:45:00 | Up        | Silver     |
| 1978 | 14       | 06:11:00 | Down      | Silver     |
| 1979 | 3        | 05:51:15 | Up        | Gold       |
| 1980 | 2        | 05:40:31 | Down      | Gold       |
| 1981 | 1        | 05:37:28 | Up        | Gold       |
| 1982 | 1        | 05:34:22 | Down      | Gold       |
| 1983 | 1        | 05:30:12 | Up        | Gold       |
| 1984 | 1        | 05:27:18 | Down      | Gold       |
| 1985 | 1        | 05:37:01 | Up        | Gold       |
| 1986 | 1        | 05:24:07 | Down      | Gold       |
| 1987 | 1        | 05:37:01 | Up        | Gold       |
| 1988 | 1        | 05:27:42 | Up        | Gold       |
| 1990 | 1        | 05:40:25 | Up        | Gold       |
| 1991 | 328      | 06:57:02 | Down      | Silver     |
| 1994 | 19       | 06:01:54 | Up        | Silver     |
| 1995 | 2232     | 08:42:48 | Down      | Bronze     |
| 1996 | 329      | 06:59:30 | Up        | Silver     |
| 2000 | 2691     | 08:41:11 | Up        | Bill Rowan |
| 2001 | 2790     | 08:50:52 | Down      | Bill Rowan |
| 2002 | 4252     | 09:48:46 | Up        | Bronze     |
| 2003 | 2784     | 08:53:12 | Down      | Bill Rowan |
| 2004 | 3088     | 09:26:02 | Up        | Bronze     |
| 2005 | 2311     | 08:45:20 | Down      | Bill Rowan |
| 2006 | 3596     | 09:41:11 | Up        | Bronze     |
| 2007 | 3861     | 09:48:18 | Down      | Bronze     |
| 2008 | 3710     | 10:07:33 | Up        | Bronze     |
| 2009 | 3818     | 09:48:21 | Down      | Bronze     |
| 2010 | 965      | 07:55:03 | Down      | Bill Rowan |
| 2011 | 488      | 07:30:31 | Up        | Bill Rowan |
| 2012 | 1099     | 08:06:10 | Down      | Bill Rowan |

Il a ainsi couru 30 marathons Comrades, dont le résultat remarquable d'afficher des temps identiques en 1985 et 1987. En 2011, il visait une médaille d'argent, mais il l'a manquée de 32 secondes (temps final de 7 heures 30 minutes 31 secondes).

## Ultramarathon de Londres à Brighton
Fordyce a remporté l'ultramarathon de Londres à Brighton pendant trois années consécutives, de 1981 à 1983,.

## Détenteur du record du monde
Fordyce était le détenteur du record du monde sur 50 miles, lorsqu'il a parcouru la distance en 4 h 50 min 21 s lors de l'ultramarathon AMJA 50 Mile de 1984 à Chicago, jusqu'à ce que le record soit battu par Jim Walmsley le 5 mai 2019,. Fordyce détient le record des 50 miles de la United States All Comers Race,.

## Activisme politique
Fordyce était fortement anti-apartheid. Lors de sa première victoire en course en 1981, il portait un brassard noir pour protester contre les célébrations du 20e anniversaire de la république d'apartheid attirant des huées et même des tomates pourries lancées par un autre coureur. Fordyce a qualifié cette manifestation de « l'un des moments dont il était le plus fier dans sa vie ».

## Livres, journalisme et conférencier motivateur
En plus d'avoir écrit deux livres sur le Comrades marathon, Fordyce était également chroniqueur sportif pour divers journaux et magazines, et commentateur de télévision SABC pour l'événement de 2014. Il est également conférencier motivateur et directeur général du South African Sports Trust.

## Parkrun
Fordyce a également introduit la pratique du Parkrun en Afrique du Sud en novembre 2011,. Il s'agit d'une collection d'événements hebdomadaires de course de 5 km à entrée gratuite. Fordyce a couru son 500e parkrun au Delta Park, à Johannesburg, le premier lieu de parkrun en Afrique du Sud, le 14 octobre 2023.

## Autres distinctions
En 2004, il a été élu 64e dans le Top 100 des Grands Sud-Africains.
En 2007, il a reçu un doctorat honorifique de l'Université du Witwatersrand.